# Гнездилово (Воронежская область)
Гнездилово — деревня в Рамонском районе Воронежской области.
Входит в состав Скляевского сельского поселения.
В 2007 году здесь было зарегистрировано 12 человек.

## География
Гнездилово расположено в центральной части Рамонского района в 23 км к западу от районного центра — поселка Рамонь. Деревня находится в восточной части Скляевского сельского поселения на правом берегу реки Дон.
В деревне имеется одна улица — Донская.

## История
Деревня Гнездилова была основана в XVIII веке на территории, которая в то время принадлежала династии Веневитиновых. Иначе деревню называли Большой Гнездовкой. Из исторических документов известно, что в 1859 году здесь находилось 8 дворов, население составляло 107 жителей. В 1900 году в Гнездилово располагалось 35 дворов, население увеличилось до 278 человек.

## Памятники
На территории Гнездилова расположена братская могила № 42 и стела погибшим в Великой Отечественной войне воинам.

## Население
| 2010 |
| ---- |
| 15   |